# Nikolàievka (Kaluga)
Nikolàievka - Николаевка (rus) - és un poble a l'óblast de Kaluga, a Rússia, que en el cens del 2010 tenia 18 habitants, pertany al districte de Bórovsk.